# 旧城镇 (泸西县)
旧城镇，是中华人民共和国云南省红河哈尼族彝族自治州泸西县下辖的一个乡镇级行政单位。

## 行政区划
旧城镇下辖以下地区：
旧城村、青禾村、黑舍村、督布府村、秧田坝村、弯腰树村、松鹤村、三河村、木龙村、矿厂村和板桥村。